# Verbascum austriacum
Verbascum austriacum là một loài thực vật có hoa trong họ Huyền sâm. Loài này được Schott miêu tả khoa học đầu tiên.